# Tiểu ban An ninh - Quốc phòng của Nghị viện Châu Âu
Tiểu ban An ninh và Quốc phòng (Subcommittee on Security and Defence, SEDE)là một trong hai tiểu ban trực thuộc Ủy ban Đối ngoại của Nghị viện châu Âu, là cơ quan tham mưu, đảm nhiệm vai trò an ninh và quốc phòng của châu Âu, bao gồm tổ chức, năng lực và hoạt động, cũng như phát triển quan hệ với các đối tác chiến lược và các quốc gia thuộc thế giới thứ ba. Hiện nay, Nghị viện châu Âu khóa 9  (2019-2024) đã bầu ra 30 thành viên và chủ tịch Tiểu ban là Nathalie Loiseau 

## Thành viên
Tính đến 12/4/2022, Tiểu ban An ninh và Quốc phòng có 30 thành viên là: 

| STT | Tên                              | Thuộc đảng      | Quốc gia    |
| --- | -------------------------------- | --------------- | ----------- |
| 1   | Nathalie Loiseau (chủ tịch)      | RE (LREM)       | Pháp        |
| 2   | Nikos Androulakis (Phó chủ tịch) | S&D (KINAL)     | Hy Lạp      |
| 3   | Rasa Juknevičienė (Phó chủ tịch) | EPP (TS–LKD)    | Lithuania   |
| 4   | Özlem Demirel (Phó chủ tịch)     | GUE/NGL (LINKE) | Đức         |
| 5   | Lukas Mandl (Phó chủ tịch)       | EPP (ÖVP)       | Áo          |
| 6   | Alviina Alametsä                 | G/EFA (VIHR)    | Phần Lan    |
| 7   | Attila Ara-Kovács                | S&D (DK)        | Hungary     |
| 8   | Petras Auštrevičius              | RE (LRLS)       | Lithuania   |
| 9   | Traian Băsescu                   | EPP (PMP)       | Bulgaria    |
| 10  | Hynek Blaško                     | ID (SPD)        | Séc         |
| 11  | Fabio Massimo Castaldo           | NI (M5S)        | Ý           |
| 12  | Arnaud Danjean                   | EPP (LR)        | Pháp        |
| 13  | Anna Fotyga                      | ECR (PiS)       | Ba Lan      |
| 14  | Hervé Juvin                      | ID (RN)         | Pháp        |
| 15  | Javi López                       | S&D (PSC)       | Tây Ban Nha |
| 16  | Claudiu Manda                    | S&D (PSD)       | Romania     |
| 17  | Vangelis Meimarakis              | EPP (ND)        | Hy Lạp      |
| 18  | Sven Mikser                      | S&D (SKE)       | Estonia     |
| 19  | Javier Nart                      | RE (Cs)         | Tây Ban Nha |
| 20  | Hannah Neumann                   | G/EFA (GRÜNE)   | Đức         |
| 21  | Vlad Nistor                      | EPP (PNL)       | Romania     |
| 22  | Urmas Paet                       | RE (Reform)     | Estonia     |
| 23  | Mounir Satouri                   | G/EFA (EELV)    | Pháp        |
| 24  | Radosław Sikorski                | EPP (PO)        | Ba Lan      |
| 25  | Tom Vandenkendelaere             | EPP (CD&V)      | Bỉ          |
| 26  | Alexandr Vondra                  | ECR (ODS)       | Séc         |
| 27  | Mick Wallace                     | GUE/NGL (I4C)   | Ireland     |
| 28  | Witold Waszczykowski             | ECR (PiS)       | Ba Lan      |
| 29  | Elena Yoncheva                   | S&D (BSP)       | Bulgaria    |
| 30  | Bernhard Zimniok                 | ID (AfD)        | Đức         |

## Chủ tịch qua các thời kỳ
| Chủ tịch | Chủ tịch            | Bắt đầu   | Kết thúc    | Đảng | Quốc gia |
| -------- | ------------------- | --------- | ----------- | ---- | -------- |
|          | Hans-Gert Pöttering | 1994      | 1999        | EPP  | Đức      |
|          | Karl von Wogau      | 1999      | 2009        | EPP  | Đức      |
|          | Arnaud Danjean      | 2009      | 2014        | EPP  | Pháp     |
|          | Anna Fotyga         | 7/7/2014  | 2019        | ECR  | Ba Lan   |
|          | Nathalie Loiseau    | 10/7/2019 | Đương nhiệm | RE   | Pháp     |